# Mackinaw
Mackinaw ist ein Ort im Tazewell County, Illinois, Vereinigte Staaten. Das U.S. Census Bureau hat bei der Volkszählung 2020 eine Einwohnerzahl von 1.879 ermittelt.
Der Ort ist bekannt für das Mack-Ca-Festival. Das Fest findet jedes Jahr gegen Ende Juni statt. Seit 1933 war Mackinaw ein „alkoholfreier Ort“; das änderte sich jedoch, als die Bewohner 2013 für den Vertrieb für Alkohol stimmten.

## Geografie
Laut den Vermessungen des Jahres 2010 umschließt Mackinaw ein Gebiet von 3,6 km². Davon sind 3,5 km² (97,83 %) Land und 0,078 km² (2,17 %) Wasser.

## Demografie
Gemäß dem Zensus 2010 lebten 1950 Menschen in Mackinaw, es gab 746 Haushalte und 540 Familien. Die Bevölkerungsdichte lag bei 1416 Menschen pro Quadratmeile und es gab 799 Gebäude.
| Alter         | Anteil an der Bevölkerung |
| ------------- | ------------------------- |
| <19 Jahre     | 31,1 %                    |
| 20 – 24 Jahre | 33,4 %                    |
| 25 – 44 Jahre | 28,4 %                    |
| 45 – 64 Jahre | 21,8 %                    |
| >64 Jahre     | 13,5 %                    |
| 35,4 Jahre    | Median                    |

Auf je 100 weibliche Einwohner kamen 97,6 männliche Einwohner. Der Median des Einkommens der Haushalte betrug 61.000 $, der Median des Familieneinkommens lag bei 71.027 $. Bei männlichen Einwohnern lag der Median des Einkommens bei 40.147 $ und bei weiblichen bei 21.429 $. 1 % der Familien und 1,53 % der Bevölkerung lag mit dem Einkommen unter der Armutsgrenze.

## Schulen
Die weiterführende Schule ist die Deer Creek-Mackinaw High School. Die Schüler der beiden Orte Mackinaw und Deer Creek gehen auf die DeeMack High School. Die Sportler nehmen an der „Heart of Illinois Conference“ teil und 2012 gewann das Mädchen-Volleyballteam den „Class 2A State title“. Das war der erste Sieg der Schule in einem landesweiten Wettbewerb.

## Wirtschaft
Der Ort beherbergt  mehrere Unternehmen, wie  Area 52 Paintball, das Mackinaw Valley Weingut, und die erste Bar – Haynes on Main.